# The Yale Herald
The Yale Herald (рус. Йель Геральд) — еженедельная газета, издаваемая студентами Йельский университет с 1986 года. Издатели газеты ставят своей целью публиковать подробные материалы с расследованием проблем, рассказывают об искусстве и развлечениях, спорте, внутриуниверситетских событиях и местных новостях. В газете публикуются комиксы. Тираж газеты приблизительно 3000 экземпляров. Распространяется бесплатно в кампусе Йельского университета.